# Brigitte Waldschmidt
Brigitte Waldschmidt (* 3. März 1958 in Weiden in der Oberpfalz) ist eine deutsche Designerin, Buchautorin und Künstlerin.

## Leben
Nach dem Studium an der Fachhochschule Coburg arbeitete die Diplom-Designerin von 1980 bis 1987 als Farbgestalterin für öffentliche Bauten. Im Jahr 1987 machte sie sich als Designerin und Farbgestalterin selbstständig und entwickelte Farblösungen für private Wohnräume sowie für den Industriebereich, etwa bei der Werkgestaltung von Kühne Essig in Hagenow. Seit 1988 hat Brigitte Waldschmidt 25 didaktische Kunstbücher zu den Themen Acrylmalerei und Farbenlehre im Englisch Verlag publiziert. Sie lebt in  Taunusstein. 
Brigitte Waldschmidts Werke aus dem Bereich Malerei und Design sind seit 1985 in Ausstellungen im Inland zu sehen, u. a. in Frankfurt am Main.

## Publikationen (Auswahl)
- Die Kunst-Akademie Farben mischen. Das Grundlagenbuch für Künstler. Englisch Verlag ISBN 978-3-8241-1377-4
- Der Kunst-Ratgeber Farbe und Acryl. Mit Farbwissen ausdrucksstarke Bilder gestalten. Englisch Verlag ISBN 978-3-8241-1320-0
- Workshop Acryl. Strukturmittel und ihre Anwendung. Englisch Verlag ISBN 3-8241-1317-1
- Der Kunst-Ratgeber Acrylmalerei. Collage und Farbe. Englisch Verlag ISBN 978-3-8241-1215-9
- Workshop Acryl. Kreative Techniken. Englisch Verlag ISBN 978-3-8241-1279-1